# Hermione von Ephesos
Hermione von Ephesos (auch: Hermina) († um 117 in Ephesos) war eine frühchristliche Märtyrin und Heilige.
Hermione gilt als Tochter des Diakons Philippus. Die Apostelgeschichte (Apg 21,9 ) berichtet, dass Philippus vier Töchter hatte, christliche Jungfrauen mit der Gabe prophetischer Rede. Hermione war mit ihrer Schwester Eutyche nach Ephesos gezogen, um dort mit dem Apostel Johannes zusammenzutreffen, der jedoch bereits verstorben war. In Ephesos erlitt Hermione das Martyrium unter Kaiser Trajan, möglicherweise auch erst unter Hadrian. Bischof Polykrates von Ephesos (2. Jh.) sieht in ihr eine Tochter des Apostels Philippus, doch unterlag er möglicherweise einer Verwechslung, da auch der Diakon Philippus mitunter Apostel genannt wurde.
Hermione wird in der katholischen und der orthodoxen Kirche als Heilige verehrt. Ihr Gedenktag ist der 4. September.